# 马克斯·普朗克化学研究所
49°59′31″N 8°14′19″E / 49.99194°N 8.23861°E
马克斯·普朗克化学研究所（又称奥托·哈恩研究所，简称马普化学所）是德国马克斯普朗克学会下属的一个科学研究所。该所当前的研究是有关地球系统（特别是大气层和生物圈）的化学过程。当前有4个分部（大气化学、生物地球化学、多相化学、粒子化学），约300名科研人员。每个部门的领导独立领导各自部门。
马普化学所是马克斯普朗克学会最老的两个研究所之一。该所前身是1912年建于柏林的威廉大帝化学研究所（The Kaiser Wilhelm Institute for Chemistry）。1949年，该所搬迁至美茵茨，并改为现在的名字。有3名诺贝尔化学奖得主曾在该所工作过。

## 历史
马普化学所的前身是建于1912年10月23日的威廉皇帝学会化学研究所。该所的第一位所长是恩斯特·贝克曼。第二任所长里夏德·维尔施泰特在任职期间于1915年获得诺贝尔化学奖。其后，奥托·哈恩 在该所的有关核裂变的研究带来了该所的第二个诺贝尔化学奖（1944年）。二战期间，该所在1944年的大轰炸中受损严重，被迫搬迁至阿尔布施塔特。1946年，弗里茨·施特拉斯曼负责开始在美茵茨筹建新所，但直到1949年才建成搬迁。1948年，威廉皇帝学会重组为马克斯普朗克学会。该所于1949年加入新成立的马普学会并改名为现在的马克斯·普朗克化学研究所。奥托·哈恩成为新所的第一任所长。当时的化学所仅有53名员工。
1956年7月9日，该所正式完全建成并举办了开幕典礼。1961年，该所为新的核物理部门扩建。1985年，又为大气化学部门扩建。1995年，时任所长保罗·克鲁岑 获得诺贝尔化学奖。2012年，该所搬迁至毗邻马克斯·普朗克高分子研究所的新大楼。

## 组织结构
马普化学所当前有4个分部（大气化学、生物地球化学、多相化学、粒子化学），约300名科研人员。每个部门的领导独立领导各自部门。
- 大气化学分部研究臭氧和其他大气光化学氧化剂的化学反应以及他们的全球循环。

- 生物地球化学部门由M·O·安德烈亞（M. O. Andreae）领导，研究痕量气体和气溶胶在生物圈，大气圈和水圈之间的交换。

- 新成立的多相化学分部由乌利希·波西尔（英语：Ulrich Pöschl）领导，研究生物和有机气溶胶，气溶胶-云相互作用，以及大气-地表交换过程。

- 粒子化学分部由斯蒂芬·波爾曼（Stephan Borrmann）领导，研究有关云的形成的物理和化学过程。

## 历任所长

### 威廉皇帝化学研究所时期
- 1912 恩斯特·贝克曼
- 1912 - 1916 里夏德·维尔施泰特
- 1912 - 1948 奥托·哈恩
- 1916 - 1926 阿尔弗雷德·斯托克（英语：Alfred Stock）

### 马克斯·普朗克化学研究所时期
- 1949 - 1953 弗里茨·施特拉斯曼
- 1941 - 1965 约瑟夫·马陶赫（英语：Josef Mattauch）
- 1953 - 1958 弗里德里希·阿道夫·帕内特（英语：Friedrich A. Paneth）
- 1959 - 1978 海因里希·辛滕贝格
- 1959 - 1978 赫尔曼·瓦夫勒
- 1967 - 1996 海因里希·万克
- 1968 - 1979 克里斯蒂安·容格
- 1978 - 1995 弗里德里希·贝格曼
- 1980 - 2000 保罗·克鲁岑
- 1980 - 2007 阿布雷希特·W·霍夫曼
- 1987 迈拉特·O·安德里亚
- 1996 君特·W·卢戈麦尔
- 2000 约翰内斯·勒利费尔德
- 2001 斯特凡·博尔曼
- 2014起 乌利希·波西尔（英语：Ulrich Pöschl）

## 其他
该所和美茵茨大学、海德堡大学、法蘭克福大學一起联合培养研究生。他们合办了国际马克斯·普朗克研究学校（The International Max Planck Research School，IMPRS）的大气化学和物理专业，可以培养博士生。 
该所提供两个地球化学数据库，包含有地质和环境相关的参考物质（GeoReM）以及火山岩和幔源包体（GEOROC）的有关信息。